# Marcelle Gauvreau
Marcelle Gauvreau, née le 28 février 1907 à Rimouski et morte le 16 décembre 1968, est une naturaliste, botaniste, pédagogue, vulgarisatrice, bibliothécaire et enseignante québécoise.
Pionnière, elle est la première francophone au Canada à obtenir un diplôme de maîtrise en sciences naturelles, en 1939. Fille du docteur Joseph Gauvreau, l’un des fondateurs de la Ligue des droits du français, et protégée du frère Marie-Victorin, avec qui elle cultive une étonnante correspondance sur la sexualité humaine, elle se consacre à la vulgarisation scientifique en français et à l’éducation populaire.
C’est dans cette optique qu’elle publie des ouvrages (notamment Plantes curieuses de mon pays, 1943), apparaît fréquemment dans une panoplie de journaux, de revues scientifiques et d'émissions radiophoniques, contribue à la rédaction de la Flore laurentienne (1935), enseigne à l'institut botanique de Montréal et fonde l’École de l’Éveil, une institution vouée à l’initiation des enfants de quatre à sept ans à l’histoire naturelle.

## Biographie

### Enfance et formation
Marcelle Gauvreau naît le 28 février 1907, à Rimouski. Issue d'une famille de dix enfants (cinq garçons et cinq filles), elle est la fille du docteur Joseph Gauvreau et d'Augustine L'Arrivée. Son père est un éminent médecin rimouskois issu « d'une des plus vieilles et respectables familles » de la ville. Son grand-père maternel pratiquait le notariat à Rimouski. La famille de Marcelle Gauvreau compte plusieurs ecclésiastiques, notamment Antoine Gauvreau (1841-1870), qui fut curé à Saint-Anne-de-Beaupré, à Lévis et à Saint-Roch-de-Québec avant de devenir évêque. Le frère de Marcelle Gauvreau, Jean-Marie, fonde l'École du meuble de Montréal. Son frère Louis est quant à lui dessinateur de meubles. Plus tard, ces derniers s'occuperont de meubler l'École de l'Éveil. Fait notable, Marcelle Gauvreau compte parmi ses neveux le cinéaste Claude Jutra.

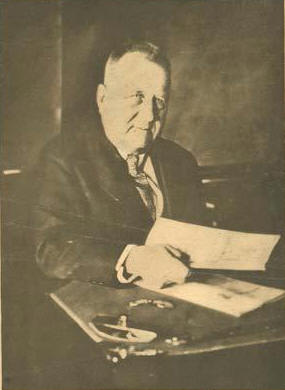
Joseph Gauvreau en 1931.

Outre le fait d'être un précurseur de l'hygiène publique et un historien renommé (il obtient notamment, en 1926, le prix David pour un livre consacré à Michel Sarrazin), Joseph Gauvreau est un nationaliste acharné. Il est aussi l'un des premiers membres à vie de la Société canadienne d'histoire naturelle (SCHN). Actif au sein des Cercles des Jeunes naturalistes (CJN), Joseph Gauvreau côtoie d'importantes personnalités scientifiques, littéraires et nationalistes de l'élite francophone, notamment le Frère Marie-Victorin, un éminent naturaliste et un ecclésiastique avant-gardiste.
Si sa fille, timide et réservée, ne partage pas son caractère, elle a certainement hérité de son intérêt pour la science. En 1909, alors que Joseph Gauvreau vient de perdre un bras dans un accident, la famille déménage à Montréal, sur l'avenue Mont-Royal Ouest (Mile-End). Ce faisant, on espère améliorer la santé de la jeune Marcelle, dont la constitution est fragile. Dans cette optique, le docteur Gauvreau achète une maison de campagne et une terre à Rivière-Beaudette (comté de Soulanges) en 1910. De ce cadre bucolique, Marcelle Gauvreau gardera des souvenirs empreints de nostalgie: « Quoi de mieux en effet pour la santé que des vacances dans le foin odorant, ou sur une gentille rivière ombragée de saule gigantesque ? Vivre tranquillement en regardant la nature; écouter le chant des oiseaux; cueillir des fleurs... ». Elle dira que c'est à Soulanges qu'elle a trouvé sa vocation et, à la mort de son père, en 1942, elle héritera d'une partie du domaine familial de Rivière-Beaudette,. Chaque été, deux fois par semaine, les enfants Gauvreau y seront initiés à la botanique par M. Houle, professeur de sciences naturelles. La jeune Marcelle avait alors déjà des opinions tranchées quant à la pédagogie en botanique:  

« (...) le maître enseignait à la façon des livres arides, sans faire récolter et presser la moindre plante... Assis au pied d'un arbre autour du professeur, les élèves en vacances devaient l'écouter presque religieusement sans comprendre toujours. »

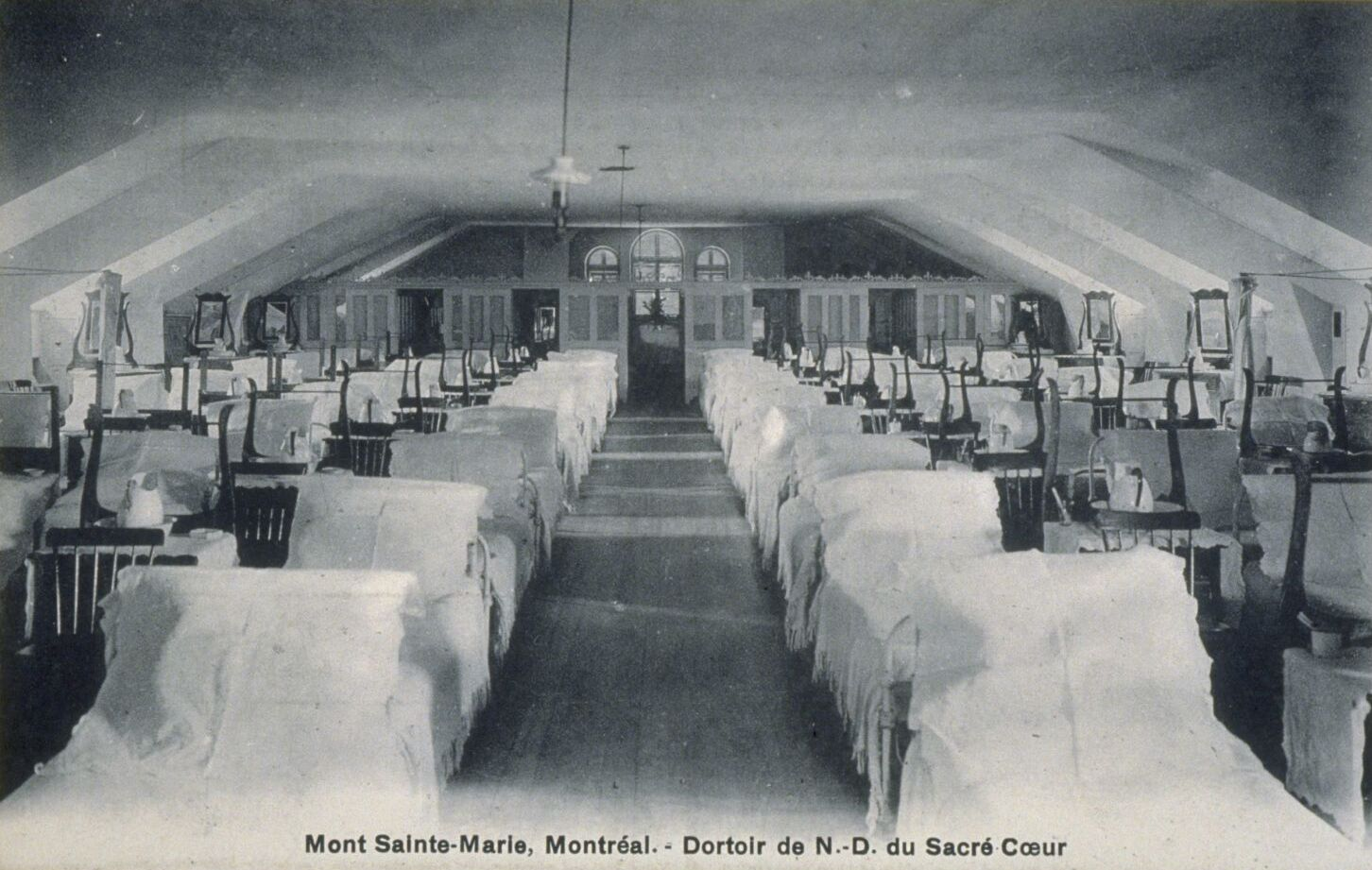
Un dortoir du pensionnat Mont Sainte-Marie.

C'est toutefois à Montréal que Marcelle Gauvreau entame des études plus formelles. En 1913, à l'âge de six ans, elle est inscrite à l'Académie Saint-Urbain, administrée par les sœurs de la congrégation de Notre-Dame. Entre 1913 et 1920, elle est à l'Académie du Boulevard, dirigée par les religieuses de Sainte-Anne puis, de 1920 à 1924, elle complète une formation en Arts et Sciences au couvent Mont-Sainte-Marie (aussi administrée par la Congrégation de Notre-Dame de Montréal). La joie de la jeune diplômée, alors âgée de 17 ans, sera toutefois de courte durée puisqu'elle tombe gravement malade: Marcelle Gauvreau passe tout près d'être emportée par la tuberculose. Après une longue convalescence, elle se remet sur pied mais gardera toute sa vie de graves séquelles de la maladie.
En 1929, Marcelle Gauvreau s'inscrit à la faculté de Lettres et de Philosophie de l’Université de Montréal mais abandonne le programme un an plus tard, alors qu'elle décide se consacrer une bonne fois pour toutes à l’étude des sciences de la nature. Le 27 octobre 1931, elle s’inscrit officiellement comme étudiante à temps plein à l’institut botanique de l'université de Montréal, créé par Marie-Victorin en 1920. En 1932, Gauvreau y obtient un certificat de botanique générale et un certificat de botanique systématique. De 1933 à 1935, elle suit les cours de zoologie et de pédagogie des sciences naturelles du professeur Henri Prat et ceux de paléobotanique, de botanique économique, de biologie générale et du Frère Marie-Victorin. Sous les conseils de ce dernier et parallèlement à ses études en sciences naturelles, Marcelle Gauvreau suit une formation en bibliothéconomie à l’Université McGill afin de s'occuper de la bibliothèque de l'Institut de botanique. Elle se lance ensuite dans des études de deuxième cycle. Sous la direction de Jules Brunel, elle entame la rédaction d’un mémoire sur les algues marines du golfe et de l’estuaire du Saint-Laurent. En 1939, elle devient la première femme Canadienne française à obtenir un diplôme de maîtrise en sciences naturelles. Son mémoire sera publié par le Jardin botanique en 1956, sous le titre Les algues marines du Québec.

### Carrière scientifique

#### Le Jardin botanique et l'enseignement
Parallèlement à ses études et après avoir terminé sa formation, Marcelle Gauvreau collabore aux travaux du Frère Marie-Victorin, notamment en élaborant le glossaire et l’index de la Flore laurentienne (1935), son œuvre maîtresse. Plus tard, à la demande du professeur Jacques Rousseau de l’Institut botanique, elle produit une bibliographie exhaustive des écrits de son mentor. Elle sera sa secrétaire entre 1933 et 1939. Leurs destins seront intimement liés.

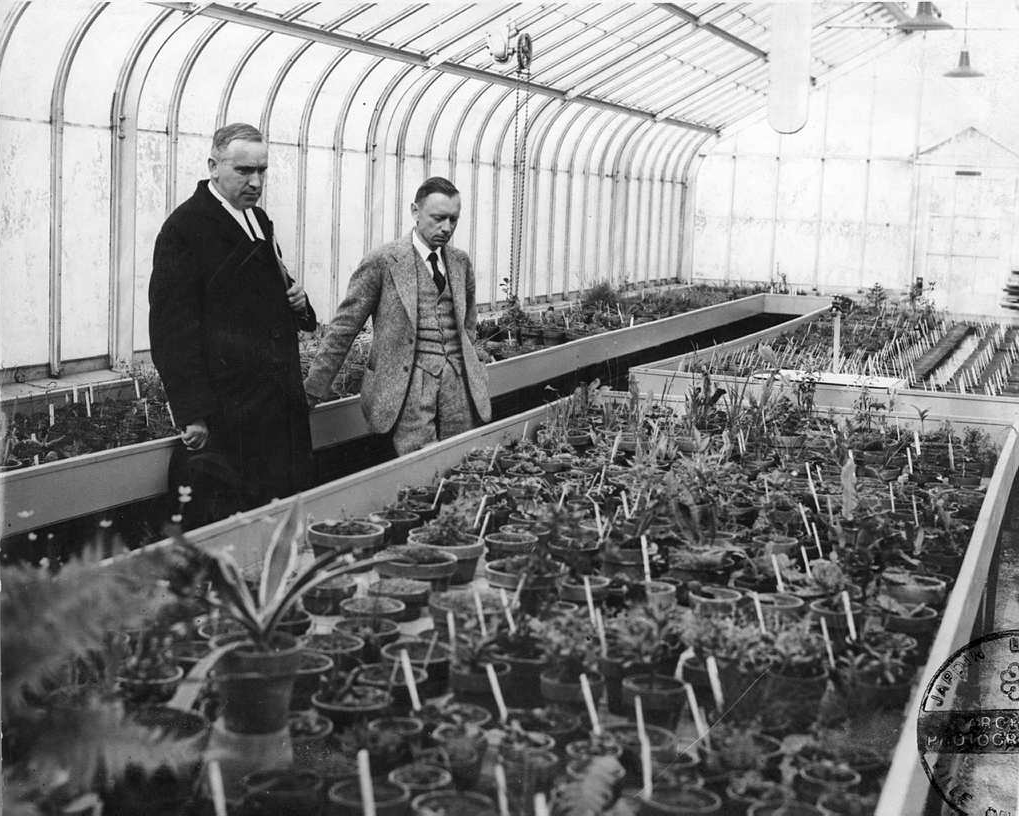
Marie-Victorin et Henry Teuscher dans une serre du Jardin botanique de Montréal, 1936.

Au début de sa carrière, Marcelle Gauvreau travaille à l'Institut botanique. Elle est la première bibliothécaire de l'histoire de l'institution et occupe également un poste d'assistante, en plus d'être secrétaire au Service éducationnel du Jardin botanique,. Cette implication s'effectue dans un contexte politique difficile, comme l'explique Louise Chauvette dans son mémoire de maîtrise portant sur la botaniste québécoise: 

« En 1939, M. Gauvreau occupe le poste de secrétaire au Service éducationnel du Jardin botanique. Organisée en 1932 par le Frère Marie-Victorin, cette institution connaît de nombreuses difficultés à la fin des années '30. À la suite des mesures de guerre, le gouvernement menace de réquisitionner les locaux et le terrain du Jardin pour l'armée et l'aviation. De plus, T.-D. Bouchard, nouveau ministre libéral de la Voirie et des Travaux publics, et farouche adversaire des projets relatifs au Jardin botanique, qu'il trouve inutiles et somptuaires, fait arrêter les travaux et propose de vendre le Jardin à une entreprise privée ou d'y créer un centre administratif pour la ville.
Ce n'est qu'en 1936, après de rudes négociations et après avoir convaincu quelques alliés, que l'équipe du Frère Marie-Victorin réussit à obtenir une subvention ainsi que le transfert de l'Institut botanique sur le terrain du Jardin, dans le quartier Maisonneuve. Affiliée à l'Université de Montréal, cette institution (qui date de 1920) est destinée à l'enseignement de la botanique.
Également, à la suite des interventions politiques d'Honoré Parent en faveur du Jardin, T.-D. Bouchard doit se résigner et, en 1940, les projets du Jardin botanique sont définitivement autorisés. Ainsi, M. Gauvreau peut enfin reprendre ses fonctions avec l'encouragement du Frère Marie-Victorin (...). »

Par la suite, à partir de 1936, Marcelle Gauvreau est enseignante au Collège de Sillery, à Québec. À la demande de Mère Marie-des-Anges, sœur de Marie-Victorin, Gauvreau met sur pied un cours de méthodologie des sciences naturelles. Il est destiné aux sœurs de la congrégation de Jésus-Marie, qui viennent des quatre coins du Canada et des États-Unis pour y assister. Durant toute sa carrière, Marcelle Gauvreau travaillera en étroite collaboration avec les congrégations religieuses, notamment pour réviser leurs cours scientifiques et proposer des améliorations aux textes. Pour le compte de la Commission des écoles catholiques de Montréal et leurs élèves du primaire et du secondaire, elle organise des séances de démonstration pratique sur le terrain ou dans des serres. Gauvreau participe également à l'élaboration de cours d'histoire naturelle offerts gratuitement au public du Jardin botanique. À partir de 1940, elle enseigne à l'Institut botanique aux côtés de Jacques Rousseau, Jules Brunel, Roger Gauthier, le docteur Georges Préfontaine et Jacques Dansereau. L'été, ils organisent des voyages aux quatre coins du Québec sous la direction de Marie-Victorin.
Marcelle Gauvreau voyage d'ailleurs à plusieurs reprises dans le cadre de ses fonctions. Elle commence par Québec, où elle visite le Musée provincial et le Jardin zoologique, puis part pour New-York, Boston, la Nouvelle-Orléans, Los Angeles ou Washington. Plus tard, en 1954, elle embarque pour l'Europe: la France, la Suisse et les Pays-Bas. Ces séjours visent principalement à étudier les services éducationnels des lieux visités: expositions, musées d'histoire naturelle, bibliothèques, planétariums, jardins botaniques et zoologiques, etc.. Marcelle Gauvreau s'inscrit à des cours et effectue des entrevues avec des directeurs de services pédagogiques. Elle s'intéresse particulièrement aux services pour les enfants et présente au Jardin botanique un rapport élaboré issu de ses recherches. C'est que, de retour au Québec, la botaniste compte se dédier à un pan spécifique de la pratique scientifique: la vulgarisation.

#### La vulgarisation scientifique, un engagement
En 1935, sous les conseils de Marie-Victorin, Marcelle Gauvreau fonde l'École de l'Éveil, une institution vouée à « allumer la curiosité et développer l'esprit d'observation aux sciences naturelles des enfants de quatre à sept ans ». On souhaite transmettre aux jeunes élèves l'amour de la nature. Le programme, axé sur la pratique et l'exploration des grands espaces, inclut des excursions à la campagne, afin que les enfants puissent élaborer des collections de plantes, d’insectes et de minéraux. Durant les premières années, les cours, d’une durée d’une heure et pour une vingtaine d'enfants, ont lieu dans un salon de l’Hôtel Pennsylvania, sur la rue Saint-Denis, en face de l’Université de Montréal. L'école s'installe ensuite au Jardin botanique, de 1939 à 1957, avant de déménager à l'Institut Cardinal-Léger, rue Beaubien, puis à la Fédération nationale Saint-Jean-Baptiste,,. Plusieurs autres succursales ouvriront leurs portes, notamment à Ville d’Anjou, Duvernay, Rivière-des-Prairies, Rosemont et Saint-Léonard. Jusqu'à sa mort, Marcelle Gauvreau s'y consacre et en fait sa priorité.

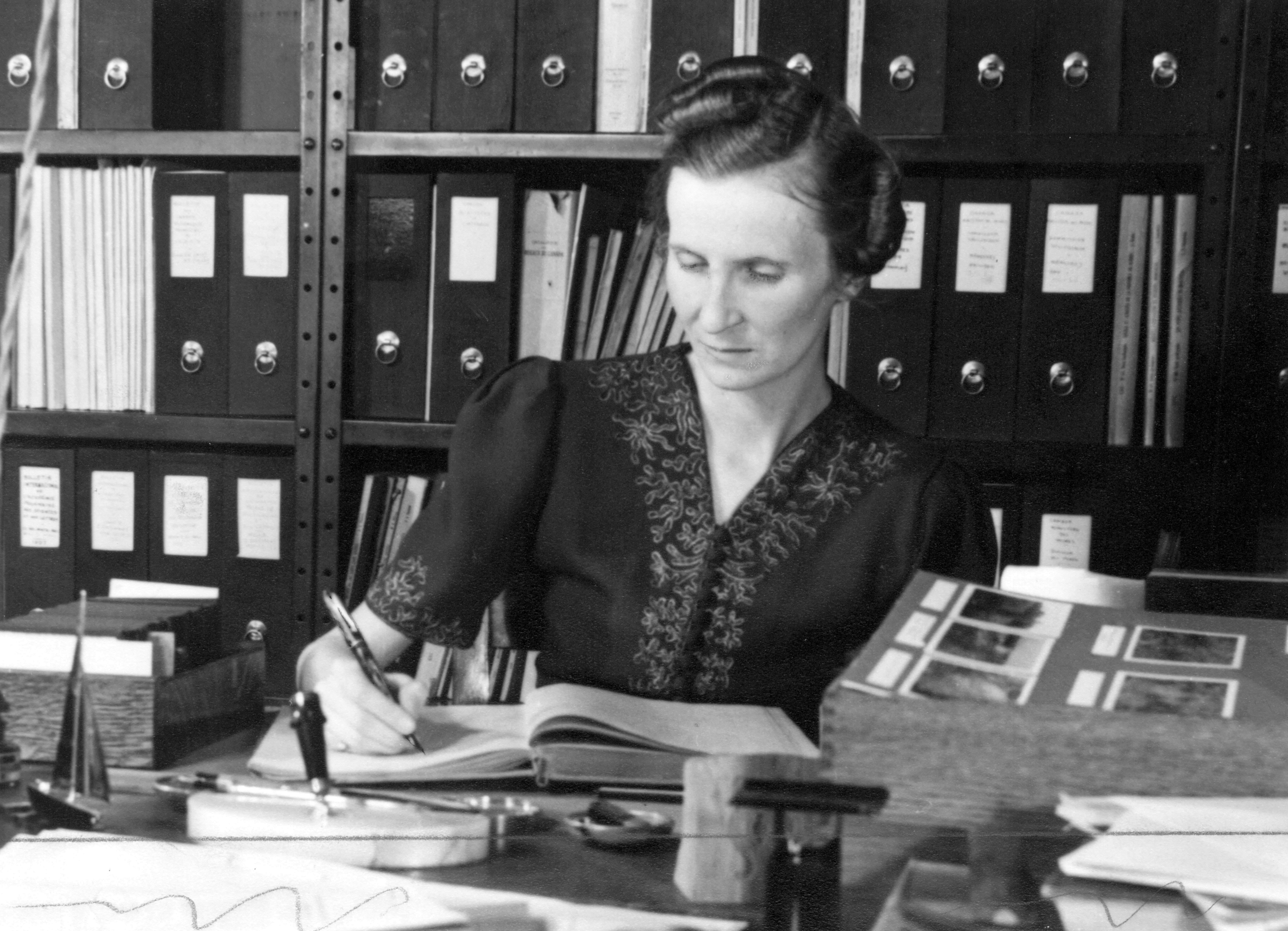
Marcelle Gauvreau en 1939.

Marcelle Gauvreau est rédactrice de la chronique mensuelle des Cercles des Jeunes Naturalistes (CJN), publiée dans la revue L’Oiseau bleu, affiliée à la Société Saint-Jean-Baptiste (SSJB). Elle y collabore jusqu’en mai 1940. De 1938 à 1954, elle rédige une chronique hebdomadaire au sujet des CJN dans le journal Le Devoir. Elle publie également dans Paysana, La Famille, La Voix nationale, L'Enseignement primaire, Intérium, L'Action catholique, La Province, L'Écho du Bas-Saint-Laurent, Le Droit, La Presse et Le Quartier latin. Avant-gardiste, elle ne se cantonne pas aux journaux et tire profit des nouvelles technologies, notamment la radio. En effet, elle devient une invitée régulière des émissions de la Société Radio-Canada: Réveil rural, Fémina, Cité des plantes ou encore Les merveilles de la nature. Outre le fait d'initier le grand public aux sciences naturelles, c'est l'occasion pour la botaniste de donner ses perspectives sur la place des femmes dans la sphère scientifique:  

« Dans le domaine qui m'est propre, on peut dire que les femmes en général sont très intéressées aux sciences naturelles: botanique, zoologie et même minéralogie et géologie. Chez les jeunes naturalistes des écoles normales et du cours classique, on remarque un goût prononcé pour la botanique en particulier. (...) De toute façon, les jeunes filles - qui sont jeunes naturalistes au cours secondaire - pourraient entreprendre des études supérieures (...)
Un grand nombre de femmes se distinguent dans la science contemporaine. Au Congrès international de botanique tenu à Stockholm au cours de l'été 1950, les femmes - qui constituaient environ un quart de l'assistance - ont présenté des travaux parmi les plus remarquables. (...) Oui, les sciences sont accessibles (aux femmes). »

Femme de son époque, elle s'intéresse aussi aux rapports entre la science et la « nature féminine »:  

« La culture scientifique ne rend pas la femme moins féminine (...). En général on (...) définit (la féminité) comme un ensemble fait d'intuition, de sensibilité, d'altruisme, d'amour maternel, etc. (...) Mais tous ces attributs, sauf l'amour maternel, ne sont pas tant des éléments de la féminité que des qualités individuelles et humaines que l'on retrouve indifféremment chez l'un et l'autre sexe (...). »

De 1938 à 1950, Marcelle Gauvreau occupe le poste de chef du secrétariat de la Société canadienne d'histoire naturelle (SCHN) et du CJN. En 1956, elle est élue présidente de la SCHN. Dans ses dernières années, elle s'intéresse beaucoup aux astres, devenant membre de la Société royale d'astronomie du Canada (SRAC) en 1941 puis présidente de la section montréalaise de l'organisation en 1954. Dotée d'une plume prolifique, membre de l'Association canadienne-française pour l'avancement de la science (ACFAS), la botaniste est l'auteure d'une œuvre de vulgarisation scientifique considérable. Au total, elle comporte 512 documents, dont 146 manuscrits (rapports, cours, traductions, causeries) et 274 imprimés (ouvrages, brochures, articles et chroniques dans des revues et des journaux, etc.).
Son ouvrage le plus populaire est certainement Plantes curieuses de mon pays (1943), un livre illustré en couleur dans lequel elle se donne pour objectif de « lutter sans cesse contre un vocabulaire trop scientifique, tout en employant des termes justes; (...) relater l'histoire et la vie des plantes; un peu sous la forme d'un conte magique ». Dans la préface, Marie-Victorin souligne les contributions de sa protégée:   

« L'album des Plantes curieuses de mon pays inaugure (...) un genre dans notre vulgarisation botanique (...). En reliant ainsi les plantes à la vie, textes et illustrations créent dans l'esprit des impressions, des associations, qui ne s'effaceront jamais. »

### Mort
Marcelle Gauvreau meurt le 16 décembre 1968. Elle avait 61 ans.

## Chronologie
Source.
- 1907 - Naissance à Rimouski (28 février). Fille d'Augustine L'Arivée et de Joseph Gauvreau.
- 1909 - Arrivée des Gauvreau à Montréal.
- 1913 - Début des études à l'Académie Saint-Urbain, administrée par les religieuses de la Congrégation de Notre-Dame.
- 1914 - Début des études à l'Académie du Boulevard, administrée par les Sœurs de Sainte-Anne.
- 1920 - Pensionnaire au Mont Sainte-Marie, pensionnat administré par les religieuses de la Congrégation de Notre-Dame.
- 1924 - Obtention du diplôme de lettres et sciences (Mont Sainte-Marie).
- 1929 - Début des études à la Faculté des Lettres et de Philosophie de l'Université de Montréal (UdeM).
- 1931 - Étudiante à l'Institut botanique de l'Université de Montréal. Étudiante à l'École des Bibliothécaires de l'Université McGill. Membre de la Société Canadienne d'Histoire Naturelle (SCHN) et des Cercles des Jeunes Naturalistes (CJN).
- 1932 - Obtention d'un certificat de botanique générale et systématique de l'Institut botanique (UdeM). Début de sa chronique mensuelle, pour le compte des CJN, dans L'Oiseau bleu une revue liée à la Société Saint-Jean-Baptiste (SSJB). Elle y collabore jusqu'en 1940.
- 1933 - Obtention d'une licence de premier cycle en sciences naturelles à l'Institut botanique. Voyage d'herborisation dans le Bas Saint-Laurent. Rédaction de l'index et du glossaire de l'ouvrage La Flore laurentienne, de Marie-Victorin. Étudiante, jusqu'en 1935, aux cours de méthodologie des sciences naturelles à l'UdeM.
- 1933 - 1945 - Conférencière invitée aux congrès annuels de l'Association Canadienne-Française pour l'Avancement de la Science (ACFAS)[27].
- 1933 - 1954 - Directrice du secrétariat de la SCHN et des CJN.
- 1934 - Voyage d'herborisation aux Îles-de-la-Madeleine.
- 1935 - Fondation de l'École de l'Éveil, une école de vulgarisation scientifique pour enfants de 4 à 7 ans.
- 1936 - Voyage d'herborisation en Gaspésie. Responsable des services de renseignements bibliographiques et pédagogiques de la SCHN et des CJN.
- 1937 - Voyage d'herborisation au Saguenay et à Charlevoix. Rédaction d'une bibliographie des publications du Frère Marie-Victorin, publiée par l'ACFAS.
- 1938 - Voyage d'herborisation dans la région de Minganie.
- 1938 - 1954 - Rédaction d'une chronique botanique hebdomadaire dans Le Devoir. Rédactrice de brochures destinées à la Bibliothèque des Jeunes naturalistes.
- 1939 - Obtention d'un diplôme de deuxième cycle ès-sciences de l'Institut botanique. Relocalisation de l'École de l'Éveil à l'Institut du Jardin botanique (jusqu'en 1957).
- 1941 - 1954 - Membre du Conseil d'administration de la Société de Pédagogie de Montréal (SPM). Membre de la Société Royale d'Astronomie du Canada (SRAC).
- 1941 - 1964 - Réalisatrice et conférencière invitée à Radio-Canada (Cité des plantes, Réveil rural, Fémina, Les merveilles de la nature, etc.)
- 1944 - Publication de l'ouvrage Les plantes curieuses de mon pays.
- 1948 - Membre fondatrice de l'Association des écrivains pour la jeunesse (AEJ).
- 1950 - Inscription à des cours d'astronomie.
- 1951 - Publication, par le Jardin botanique, de son mémoire de maîtrise sous le titre Les algues marines du Québec.
- 1952 - Membre directrice de la Société Royale d'Astronomie du Canada (SRAC), section française de Montréal.
- 1954 - Présidente de la SRAC, section française de Montréal. Voyages en Europe (France, Suisse, Pays-Bas) afin d'étudier les méthodes d'enseignement préscolaire.
- 1956 - Présidente de la SCHN.
- 1957 - Relocalisation de l'École de l'Éveil à l'Institut Cardinal-Léger. Ouvertures de succursales de l'École de l'Éveille à Ville d'Anjou, Duvernay et Rivière-des-Prairies. Publication de son ouvrage Plantes vagabondes.
- 1965 - Relocalisation du siège social de l'École de l'Éveil à la Fédération Nationale de la Saint-Jean-Baptiste.
- 1966 - Ouverture de succursales de l'École de l'Éveil à Rosemont et Saint-Léonard.
- 1968 - Décès de Marcelle Gauvreau, le 16 décembre.

## Marie-Victorin, mentor et confident

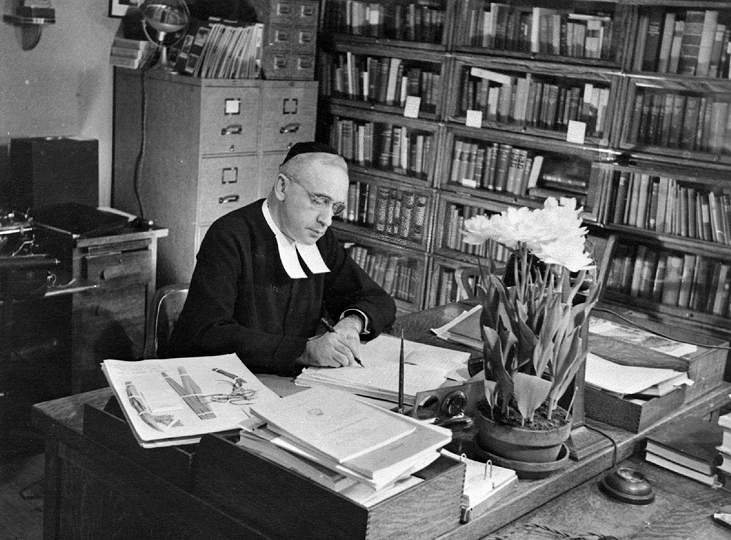
Le Frère Marie-Victorin (Conrad Kirouac), éminent naturaliste québécois et mentor de Marcelle Gauvreau, en 1944.

De 1933 jusqu'au décès du frère Marie-Victorin, en 1944, Marcelle Gauvreau entretient avec lui une correspondance régulière au sujet de la sexualité humaine. L'historien Yves Gingras a publié en 2018 les lettres de Marie-Victorin. Celles de Marcelle Gauvreau n'ont été rendues publiques qu'un an plus tard, la permission n'ayant pu être obtenue avant. Les deux correspondants étant célibataires, aucun des deux n'a d'expérience avec le sexe opposé. Ils se confient et s'interrogent sur l'anatomie et la physiologie humaine, discutant également des enjeux psychologiques et moraux de la sexualité. Les naturalistes, tous deux catholiques dévoués, partagent une intense relation qui semble toutefois respecter les interdits et règles de bienséance de l'époque: 

« Ai-je besoin de vous dire combien j'ai besoin de vous, de vos conseils, de vos réconfortantes paroles. Quand vous n'êtes pas là, vous voyez que je deviens folle ! M. Teuscher a bien raison de dire qu'à vous voir on se sent mieux ! »

Leurs échanges sur les questions sexuelles sont très détaillés, Gauvreau allant jusqu'à décrire en détail ses expériences de masturbation. Marie-Victorin lui prête même des livres sur l'anatomie et la physiologie sexuelles et des romans érotiques pour lesquels il sollicite son avis. C'est ainsi, par exemple, qu'en mars 1937, la botaniste rédige un long document de notes éparses à propos du livre Human Sex Anatomy, de l'obstétricien Robert Latou Dickison. Elle note entre autres : « Le désir sexuel serait plus intense du 22e au 28e jour, et à son maximum le 26e jour. C'est bien ce que je vous avais dit ! »
Les échanges, bien qu'intimes et empreints d'affection et de confiance, demeurent généralement cantonnés à la perspective scientifique et humaine. Pour Yves Gingras, ces lettres constituent une contribution inestimable à l'historiographie québécoise:

« Malgré le poids immense de Marie-Victorin dans le paysage culturel du Québec des années 1930, malgré son statut de maître et de patron au sein de l'Institut botanique, où ils œuvraient tous deux au quotidien, et malgré l'amour que Marcelle lui portait dans son cœur, chaque lettre montre bien une alliance scientifique soutenue par une énorme confiance réciproque. Et force est de reconnaître que cette exploration inouïe de la terra incognita de leur sexualité - exploration parfois physique mais bien davantage littéraire - est conduite avec une égale rigueur empirique, éthique et critique par les deux chercheurs. Pouvoir enfin apprécier la contribution spécifique de Marcelle Gauvreau à cette entreprise surprenante de connaissance de soi permet de mieux comprendre ce moment unique dans l'histoire de la sexualité au Québec. »

## Postérité et hommages
Marcelle Gauvreau est l'un des personnages du film Les Fleurs oubliées de André Forcier.
La rue Marcelle-Gauvreau a été nommée en son honneur, en 2006, dans la ville de Québec.
En 2023, la réalisatrice Lyne Charlebois réalise le film Dis-moi pourquoi ces choses sont si belles qui raconte l’histoire d’amour entre Marcelle Gauvreau et le frère Marie-Victorin. Le film sort en salle le 21 juin 2024.

## Publications
- 1943 : Plantes curieuses de mon pays
- 1956 : Les algues marines du Québec (mémoire de maîtrise)
- 1959 : Plantes vagabondes
- 1960 : Plantes curieuses